# Helli Knoll
Helli Knoll (geboren am 28. Februar 1904; gestorben am 8. August 1976) war eine deutsche Journalistin und Frauenrechtlerin. Sie begann ihre berufliche Arbeit als Sportredakteurin und war von 1946 bis 1963 Pressereferentin der Stadt Frankfurt.

## Leben
Helli Knoll war die Tochter des Politikers Wilhelm Knoll, der für die Deutsche Zentrumspartei im Deutschen Reichstag saß. Ihre Mutter war Agathe Knoll, geborene Dörflinger.
Helli Knoll engagierte sich zuerst im Bereich Frauensport. So gründete sie gemeinsam mit Jutta von Pressentin und Hilde Kögel am 31. August 1927 den Frauenruderverein »Freiweg« in Frankfurt, nachdem die jungen Frauen in der näheren Umgebung keinen Ruderverein mit Frauenabteilung finden konnten. Gemeinsam mit den ebenfalls ruderbegeisterten Aktivistinnen Friedel Haack (Berlin) und Jula Ziegler (Hamburg) stritt Knoll für die Zulassung der Ruderinnenverbände an Wettkämpfen. Knoll war langjährige Vereinsvorsitzende und warb Sach- und Geldmittel für den Verein ein, bis sie das Amt 1949 an Martha Gumbrecht übergab.
Knoll wurde Sportjournalistin und Leiterin der Frauenbeilage der Frankfurter Nachrichten und sprach sich klar gegen verschiedentliche verbreitete Vorbehalte gegenüber dem Frauensport aus: Weder sei Sport für Frauen gesundheitsschädlich, noch sprächen ästhetische oder moralisch-sittliche Gründe gegen dieselben sportlichen Betätigungen, wie sie auch Männer ausübten. Bekannt ist sie für ein Zitat von 1930, mit dem sie Fußballpionierin Lotte Specht verteidigte: „Wir Frauen treiben den Sport, den wir wollen und nicht den, der uns gnädigst von den Männern erlaubt wird.“
Helli Knoll nahm als Journalistin gegen den Nationalsozialismus Stellung; sie berichtete unter anderem schon 1932 kritisch über eine NSDAP-Frauenversammlung, auf der Elisabeth Schwarzhaupt niedergebrüllt wurde. 1934 erhielt sie ein Arbeitsverbot sowie ein Aufenthaltsverbot für Frankfurt. 1952 gab sie zu Protokoll, dass sie unter dem NS-Regime für ihre antifaschistische Haltung „büßen“ musste. Als politisch Verfolgte wurde sie in der Bundesrepublik allerdings nicht anerkannt.
Bereits im Mai 1945 begannen Fini Pfannes und Helli Knoll mit den Gründungsvorbereitungen für eine überparteiliche Frauenorganisation in Frankfurt und fanden genug Unterstützerinnen, um den Frankfurter Frauen-Ausschuss zu gründen, der erstmals 1946 öffentlich tagte und dem auch Maria Moritz, Marie Bittorf, Anne Bringezu und Elisabeth Rhabanus angehörten. Helli Knoll als erste Vorsitzende des Frauen-Ausschusses (später: Frankfurter Frauenverband) engagierte sich für überparteiliche Frauenverbände, Frauenmitbestimmung in der Politik, das Frauenarbeitsrecht sowie Gleichbehandlung bei Entlohnung und Karriere. In ihrer Funktion als Verbandsvorsitzende hielt sie auch am 22. Mai 1948 bei der Tagung des Interzonalen Frauenkongresses in Frankfurt die Festansprache, bei der sie aktive Teilhabe von Frauen in der Politik einforderte.
Helli Knoll trat zeitgleich auch der neugegründeten SPD bei und wurde im November 1946 Leiterin der Pressestelle der Stadt Frankfurt. Als Pressereferentin war sie direkt Oberbürgermeister Walter Kolb unterstellt und verfasste auch Reden für ihn.
1950 trieb sie den gezielten Ausschluss von Kommunistinnen aus dem Frauenverband voran, nachdem es zu Auseinandersetzungen mit DFD-Angehörigen gekommen war. In den Folgejahren zeigte sich, dass die Ansprüche an
eine Überparteilichkeit des Frauenverbands nicht mehr erfüllt werden konnten, und Parteibelange in den Vordergrund rückten.
Knoll trat weiterhin vehement für Frieden und Völkerverständigung und gegen die Wiederbewaffnung der neu gegründeten Bundesrepublik ein, und verbat sich im Januar 1952 in einem offenen Brief eine Gleichsetzung des pazifistischen hessischen Frauenverbands mit dem ostdeutschen DFD, sowie die Bezeichnung als „politische Dummköpfe“ und „naive Schwärmerinnen“, als welche sie von Gabriele Strecker verunglimpft wurden. Als Vorstandsmitglied des Verbands der Berufsjournalisten in Hessen (VBH) hielt Knoll am 6. September 1952 eine vielbeachtete Rede bei der Kundgebung „Deutschland vor der Entscheidung“. Die FDP-Fraktion in Frankfurt forderte daraufhin Knolls Absetzung als Pressesprecherin der Stadt, doch der Journalistenverband VBH wies darauf hin, dass diese freie Meinungsäußerung nicht als Leiterin des Frankfurter Presseamts erfolgt sei.
1963 musste Knoll das Presseamt abgeben, blieb aber als Leiterin des Städtischen Tierheims eine städtische Angestellte. Sie widmete sich nun dem Aufbau des Frankfurter Tierschutzvereins, dessen erste Vorsitzende sie wurde. Sie fiel etwa dem „Spiegel“ dadurch auf, dass sie sich dagegen aussprach, Hunde aus dem Tierheim an Ausländer zu vermitteln, oder dass sie durch die Stadt ausgebrachtes Taubengift von Helfern einsammeln lassen wollte.
Für eine Erinnerungsveranstaltung an Bertha von Suttner anlässlich des Ostermarschs 1964 konnten Helli Knoll und Aenne Kolb, die Witwe Walter Kolbs, die Frankfurter Paulskirche als Veranstaltungsort gewinnen. Im selben Jahr erhielt Knoll das Bundesverdienstkreuz 1. Klasse.

## Werk
Folgende Bücher entstanden mit Nennung von Knoll als Hauptautorin oder Herausgeberin (Liste nicht vollständig):
- Walter Kolb: Ein grosser Oberbürgermeister (1953, 1956)
- Der schwere Weg (1956, Presseamt der Stadt Frankfurt)
- Dem Ziele näher (1956, Presseamt der Stadt Frankfurt)
- Die wiederaufgebaute Stadt (1957, Presseamt der Stadt Frankfurt)
- Eine Stadt im Wachsen (1958, Presseamt der Stadt Frankfurt)